# Італійські об'єднані провінції
Об'єднані Італійські Провінції (італ. Province Unite Italiane) —  назва тимчасового уряду, встановленого на деяких територіях Папської держави (Романья, Марке та Умбрія) та в герцогствах Парма і Модена з 5 лютого по 26 квітня 1831 року, після народного повстання у ряді італійських міст, коли 5 лютого було оголошено про втрату Папою Римським своєї тимчасової влади.

## Історія
У 1830 році в Європі відбулося кілька повстань: Липнева революція у Франції, Вереснева революція в Бельгії та Листопадове повстання в Річ Посполитій, яке продовжилося в 1831 році. У центральній Італії в 1830—1831 роках активізувалися карбонарії та ліберальні революціонери. У кількох містах Папської держави революція спалахнула в лютому 1831 року. Це були міста Болонья, Феррара, Равенна, Форлі, Перуджа та Анкона. Те ж саме сталося в Пармі та Модені за межами Папської держави.
5 лютого 1831 року революційна адміністрація проголосила Об'єднані Італійські Провінції. Папа був оголошений недійсним головою держави; легати та папські губернатори втекли. Проголошення відбулося в Палаці дель Подеста в Болоньї. Болонья стала столицею Об'єднаних Італійських Провінцій. Президентом губернаторства став Джованні Вічіні (1771—1845), адвокат з Болоньї та ветеран наполеонівського режиму в Італії. Віцепрезидентом був Джуліо Распоні (1787—1876), аристократ з Равенни й зять Йоахіма Мюрата, колишнього короля Неаполітанського королівства за часів наполеонівської адміністрації.
Папа Григорій XVI, новообраний у 1831 році, заручився іноземною допомогою, щоб відновити свою церковну державу в бунтівних провінціях. Уряд Іспанії висловив підтримку Папі, але не надіслав війська. Франц II, імператор Австрії, надіслав війська до Папської держави зі своїх територій на півночі Італії. Папа відправив кардинала Джованні Антоніо Бенвенуті (1765—1838) на бунтівні території, щоб відновити свою владу. Однак Бенвенуті був кинутий до в'язниці за наказом уряду за звинуваченням в антиреволюційній діяльності. Губернаторство хотіло вислати Бенвенуті, але революціонери з Форлі хотіли тримати його як заручника. Зрештою, інші приєдналися до позиції Форлі, оскільки хотіли обміняти Бенвенуті на політичних в'язнів у Папській державі. Йшлося про в'язниці Чівітавекк'я і Чівітакастеллана, де Папа Римський утримував політичних опонентів.
Через наближення австрійських військ деякі революційні лідери вирішили вести переговори з кардиналом Бенвенуті. 25 березня 1831 року вони капітулювали й відновили папську владу. Це було зафіксовано в конвенції з 12 статей. Кардинал оголосив амністію Губернаторству Об'єднаних Італійських Провінцій. Він також пообіцяв видати необхідні паспорти для вільного проїзду на острів Корфу. Солдати-повстанці знову були прийняті на папську службу.
29 березня австрійці прорвалися аж до міста Анкона. Гепперт, австрійський генерал, відкинув угоду, досягнуту кардиналом. Папа також відкинув угоду, оскільки кардинал був в'язнем Об'єднаних Італійських Провінцій, а отже, не був вільним дипломатом на папській службі. Австрійці заарештували повстанців і влаштували полювання на загони Серконьяні та Дзуккі. З усім тим, кардинал Бенвенуті продовжував працювати над реалізацією конвенції до 9 квітня 1831 року; наприклад, він відновив адміністрації папських легатів у регіонах Марке та Умбрії.
Святий Престол вигнав кардинала Бенвенуті, і його політична роль була ще більше усунута, президент Вічіні втік з родиною до Марселя. Віцепрезидент Распоні зміг мінімізувати репресії з боку Австрії та папських військ у своєму місті Равенні. Распоні зберіг політичну владу і став банкіром, але його дружина, принцеса Луїза Джулія Мюрат, залишалася в тіні таємної поліції Папи.

## Галерея

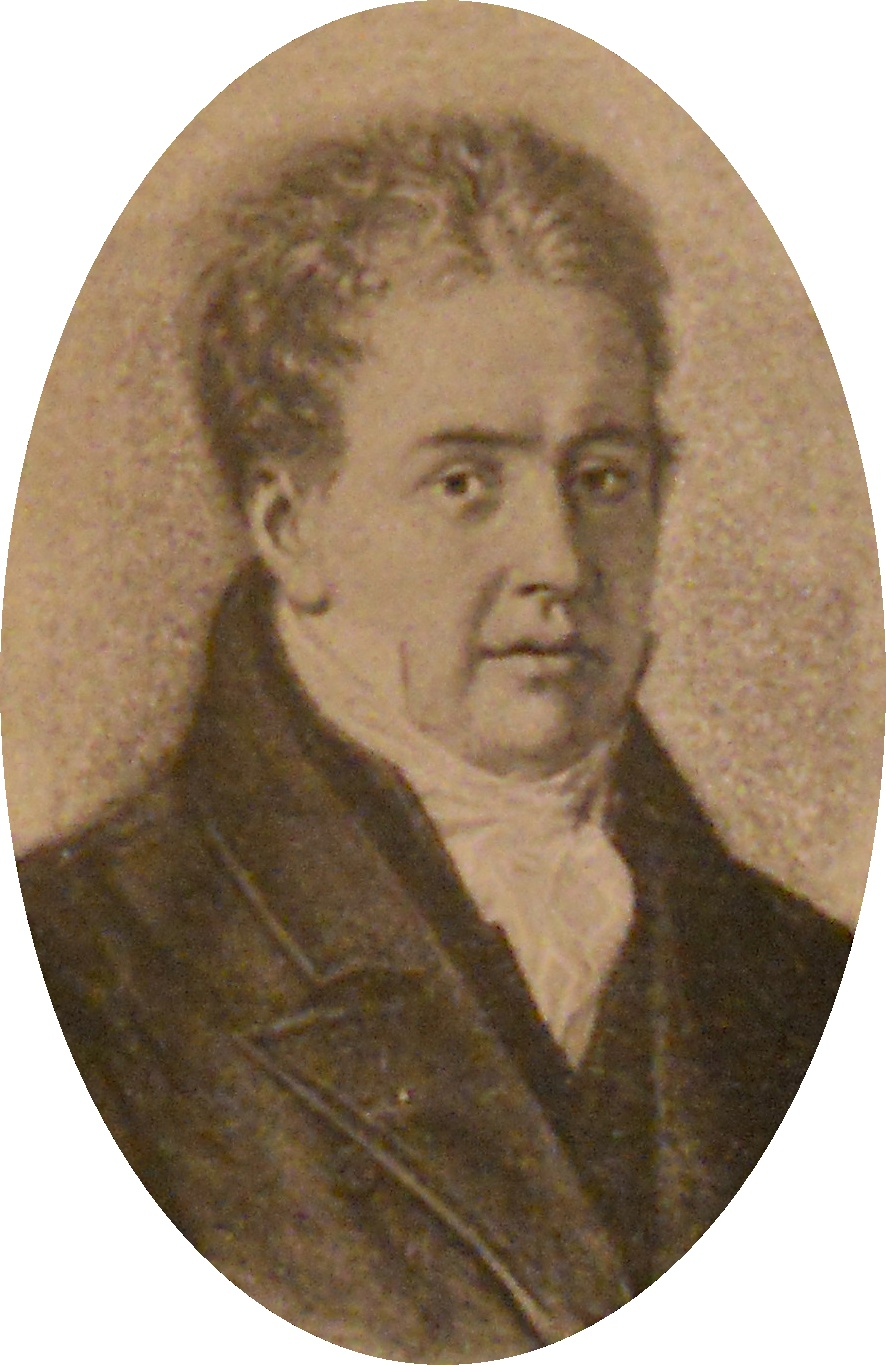
Джованні Вічіні, президент
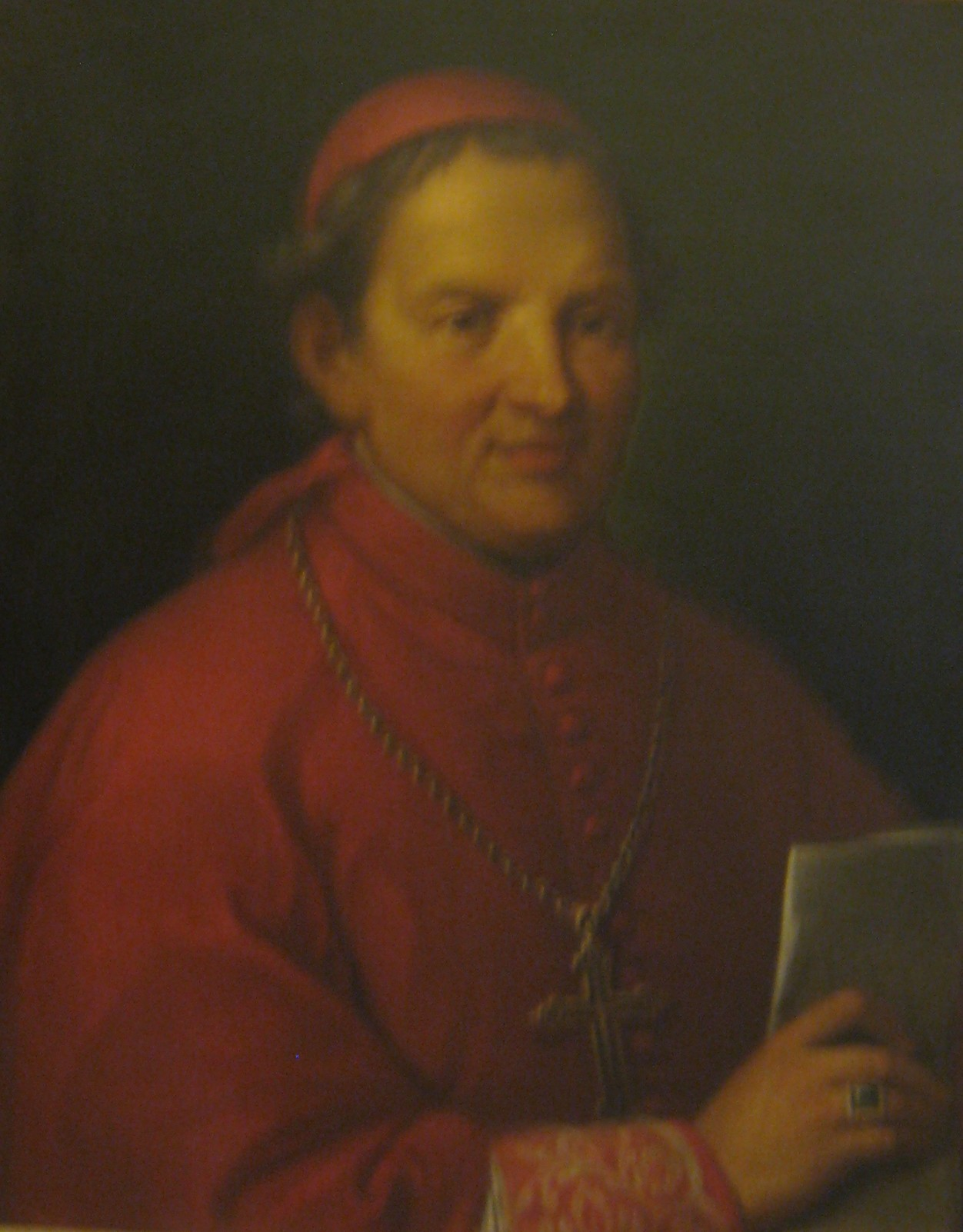
Кардинал Бенвенуті, заручник і водночас перемовник
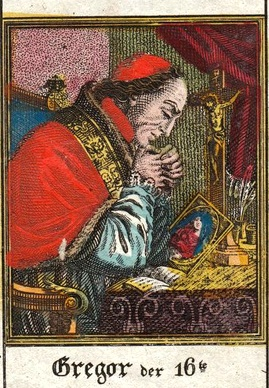
Папа Григорій XVI, який благав Габсбургів про допомогу
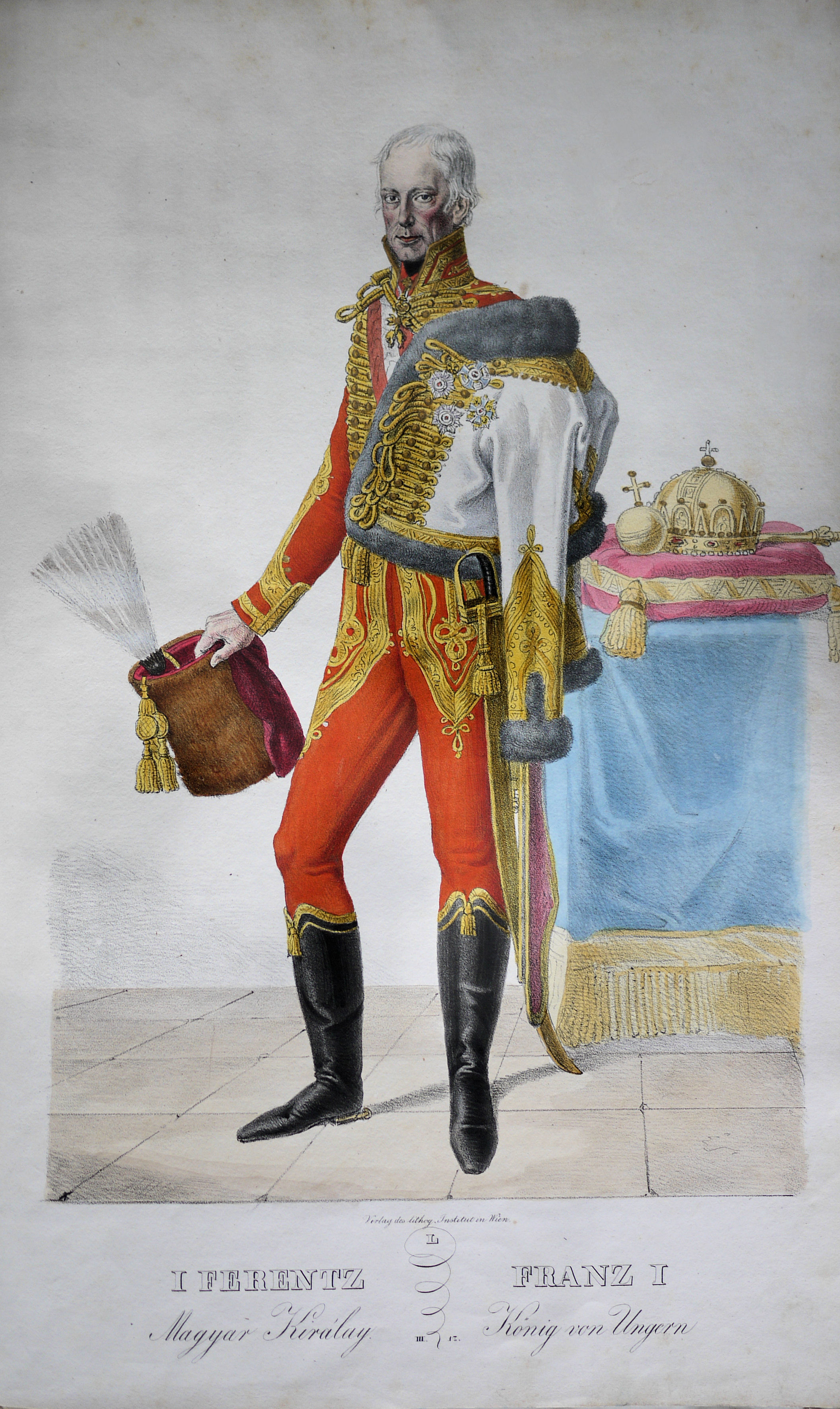
Австрійський імператор Франц II, душитель повстання